# Сіманес-дель-Техар
Сіманес-дель-Техар (ісп. Cimanes del Tejar) — муніципалітет в Іспанії, у складі автономної спільноти Кастилія-і-Леон, у провінції Леон. Населення — 825 осіб (2010).
Муніципалітет розташований на відстані близько 300 км на північний захід від Мадрида, 19 км на захід від Леона.
На території муніципалітету розташовані такі населені пункти: (дані про населення за 2010 рік)
- Алькоба-де-ла-Рібера: 226 осіб
- Асадон: 34 особи
- Сіманес-дель-Техар: 277 осіб
- Секарехо: 47 осіб
- Велілья-де-ла-Рейна: 214 осіб
- Вільяррокель: 27 осіб

## Демографія
Динаміка населення (INE ):